# جيمس ستين
جيمس ستين (بالإنجليزية: James Steen)‏ (19 نوفمبر 1876 – 25 يونيو 1949) هو سبّاح من الولايات المتحدة راحل، مثّل بلاده في الألعاب الأولمبية الصيفية 1904.

## روابط خارجية
جيمس ستين على موقع أوليمبيديا (الإنجليزية)